# Filippo Tumiati
Filippo Tumiati (Tresigallo, ... – ...; fl. XX secolo) è stato un calciatore italiano, di ruolo mediano.

## Biografia
Era conosciuto come Tumiati II° in quanto fratello minore di Vinicio Tumiati.

## Carriera
Disputa quattro stagioni con i bianconeri della Spal di Ferrara nel ruolo di mediano, l'esordio in Serie B avviene il 10 settembre 1933 nella partita Spal-Pistoiese (4-0), disputa in Serie B le prime tre stagioni, la quarta in Serie C.